# Fleischbänke (Budweis)

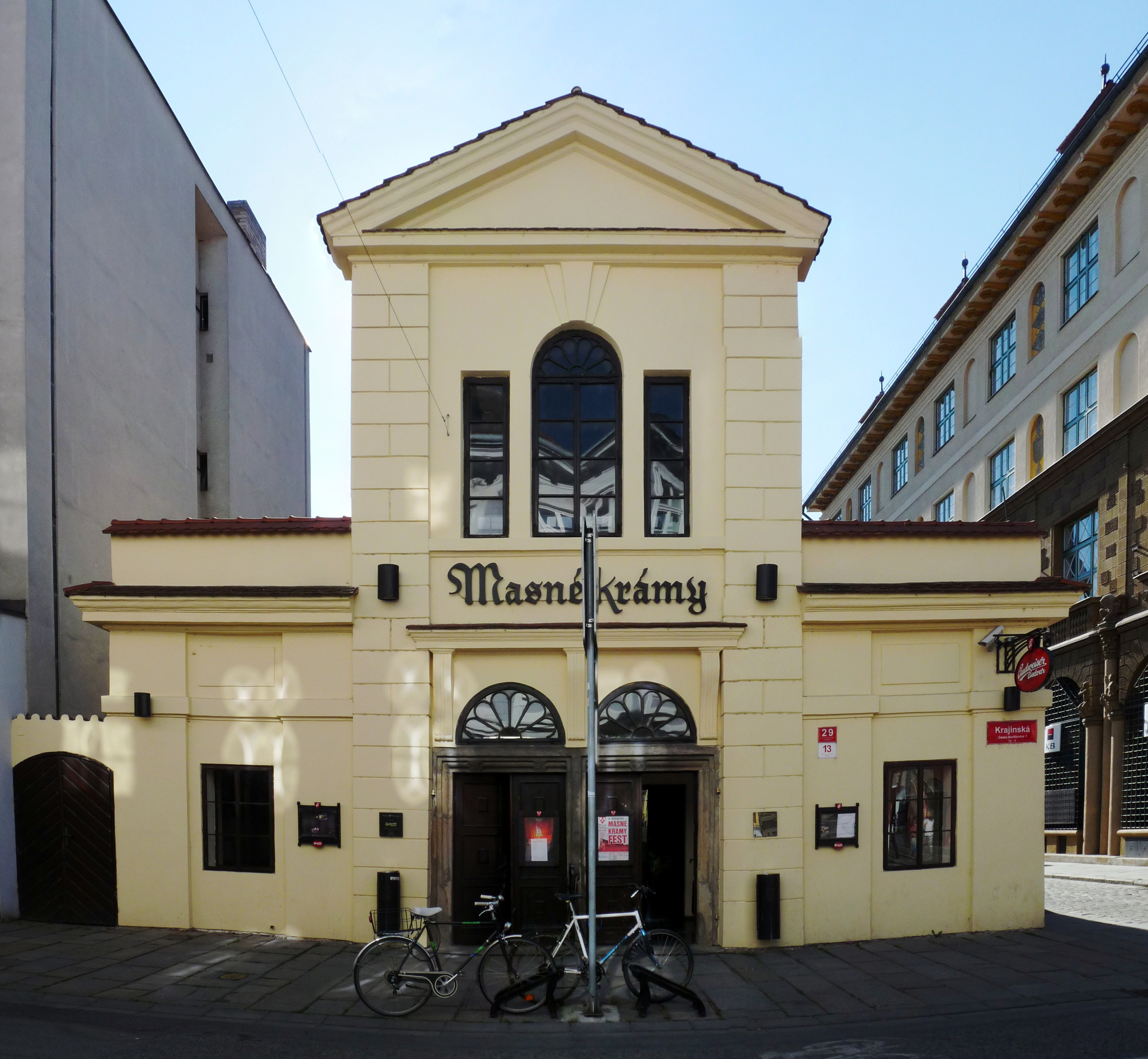

Die Fleischbänke (tschechisch Masné krámy) sind ein Restaurant in den denkmalgeschützten historischen Fleischbänken in der Krajinská ulice 13 in České Budějovice (Budweis) in Tschechien.

## Geschichte
Die Fleischbänke standen ursprünglich am großen Hauptplatz von Budweis und wurden am 24. Juni 1336 im Zuge einer Überflutung der Stadt erstmals schriftlich erwähnt. Kaiser Karl IV. verfügte am 19. Februar 1364 aus hygienischen Gründen den Abriss der Holzbauten am Stadtplatz und die Errichtung eines Nachfolgebaus in der nahen Krajinská-Straße. 1554 einstand ein gemauertes Gebäude, das über 400 Jahre lang seinem ursprünglichen Zweck diente und in seiner Form bis heute erhalten ist.
Die Kundschaften betraten die Verkaufsräume durch die Tore an der östlichen oder westlichen Stirnseite und bewegten sich im hohen Mittelschiff. Die Fleischerläden befanden sich in den niedrigen Hallen an den beiden Seiten, die den Einkaufenden durch die Arkaden von der inneren hohen Halle aus zugänglich waren. An den beiden Außenmauern gab es zwei Reihen eigenständiger Lieferanteneingänge. Im südlichen Vorhof befand sich das Schlachthaus. Die Armenküche im anschließenden westlichen Eckhaus wurde „Garkuchl“ genannt.
Nachdem 1899 ein neuer städtischer Schlachthof in der Prager Vorstadt (Pražské předměstí) entstanden war, wurden die Fleischbänke im Verlauf des 20. Jahrhunderts wiederholt baulich und organisatorisch verändert. Die einzelnen Kabinen wurden in kleine Läden oder Lagerräume umgewandelt. Nach 1945 befand sich das Gebäude in baufälligem Zustand, sodass sogar sein Abriss in Erwägung gezogen wurde. Schließlich wurden die Fleischbänke im Jahr 1953 nach den Plänen von Jaroslav Fidra umgebaut, und das Restaurant „Masné krámy“ (Fleischbänke) wurde am 1. Oktober 1954 feierlich eröffnet.
Durch das Hochwasser in Mitteleuropa 2002 wurde das Gebäude schwer beschädigt, sodass es gesperrt werden musste. Im Laufe der zähen Verhandlungen zwischen den verschiedenen Eigentümern und zukünftigen Mietern gliedert man das Gebäude der ehemaligen Armenküche aus und nahm dort die eigenständige Gastwirtschaft U Tří sedláků („Zu den drei Landwirten“) in Betrieb. Die Fleischbänke selber wurden erst am 5. Dezember 2007 wieder eröffnet. Im Restaurant, an dem unter anderem die Stadt Budweis und die Budweiser Brauerei beteiligt sind, wird Budweiser Bier ausgeschenkt.

## Gebäude
Das Gebäude wurde im 16. Jahrhundert in Form einer dreischiffigen Basilika errichtet. Das hohe Mittelschiff trägt ein Satteldach, die zwei niedrigen Seitenschiffe sind mit einem Pultdach versehen. Der östliche, klassizistische Haupteingang stammt aus dem Jahr 1830. Dessen zweiteiliges, steinernes Renaissanceportal und die gesamte hintere, westliche Fassade mit Zinnen, Schießscharten und einem Giebel aus Schwalbenschwänzen sind jedoch im Original erhalten. Im Inneren erkennt man nach wie vor die früheren Kojen der Fleischer, wo sich heutzutage separate Sitzbereiche befinden.